# Tillandsia ionantha
Tillandsia ionantha es una especie de planta epífita dentro del género  Tillandsia, perteneciente a la  familia de las bromeliáceas, nativa de América Central, desde México hasta Costa Rica.

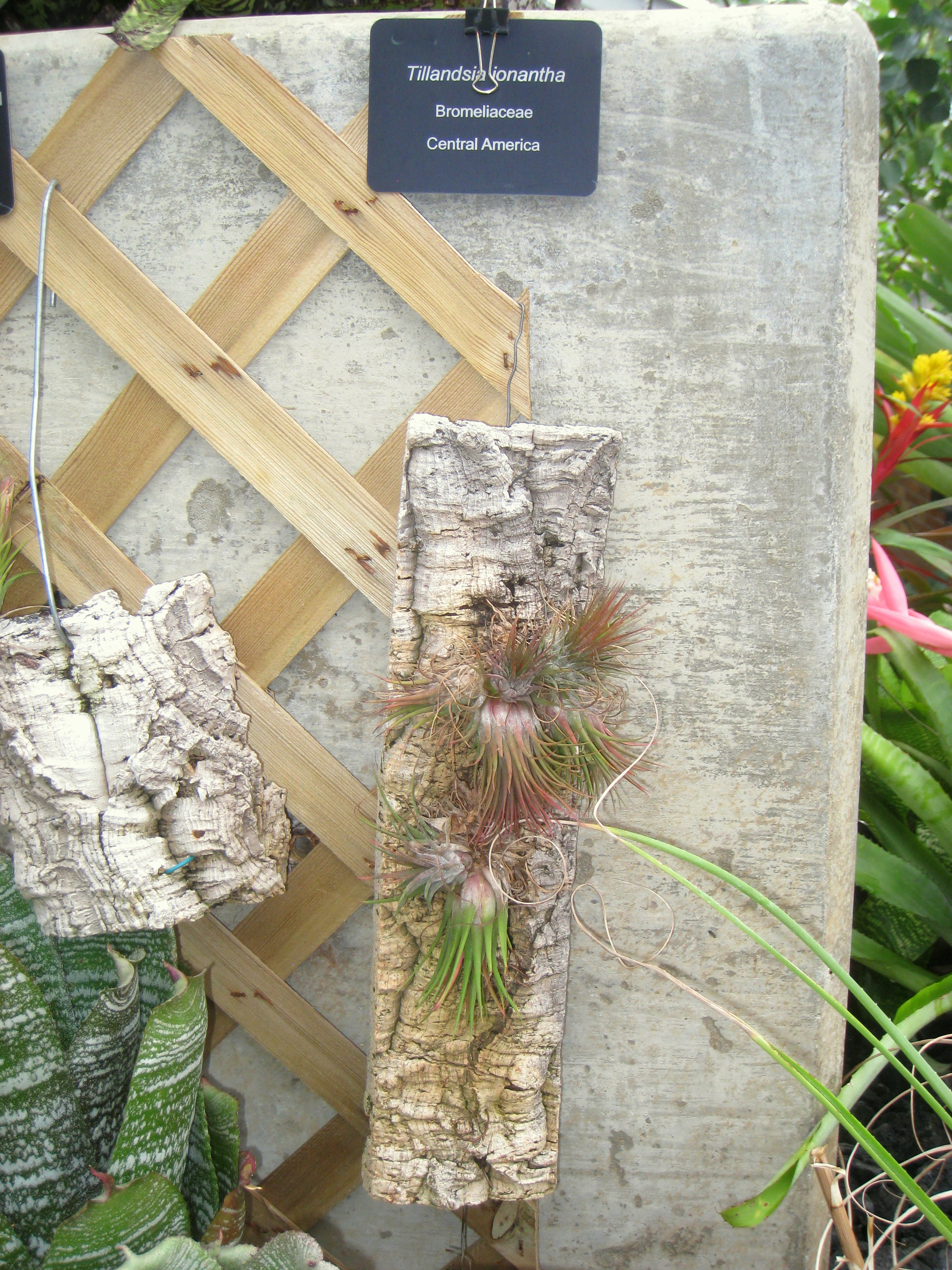
Vista de la planta

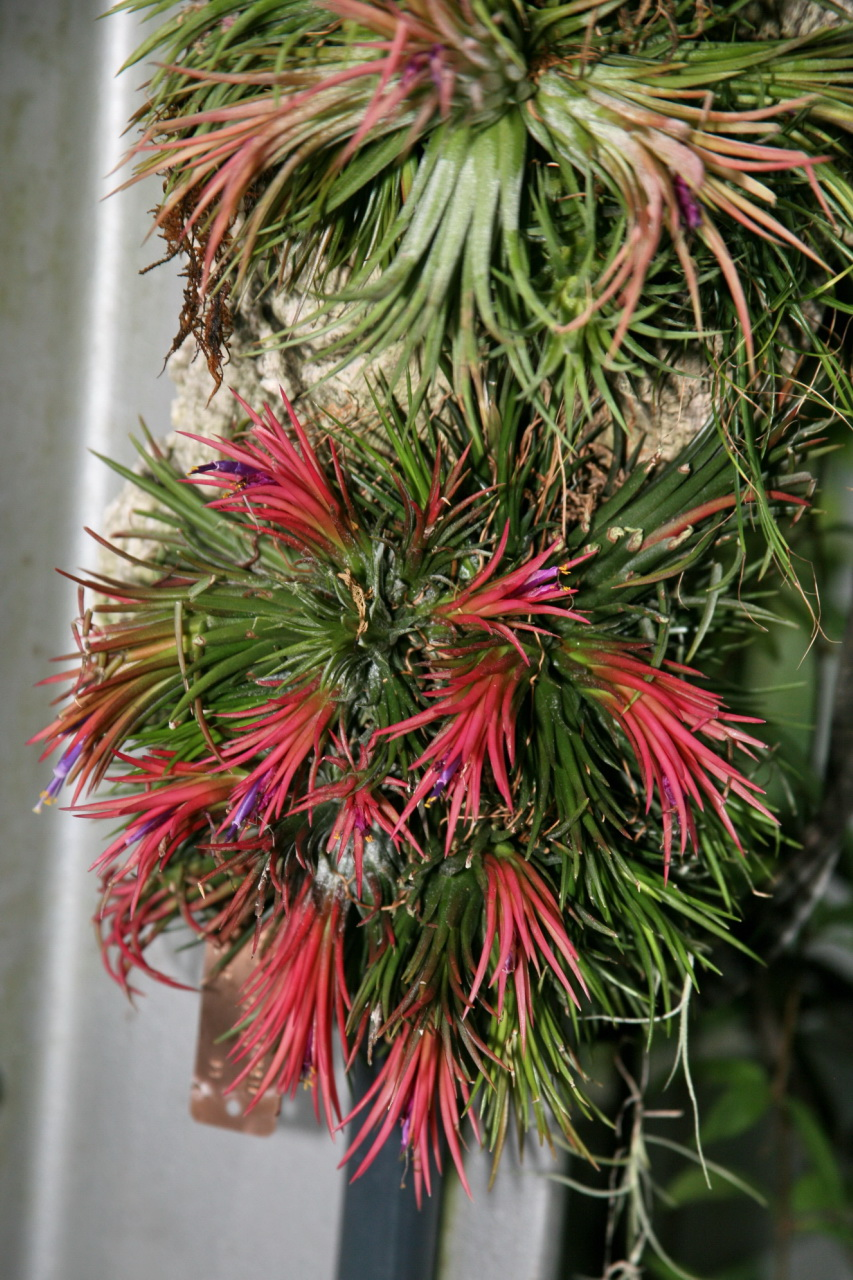
Vista de la planta

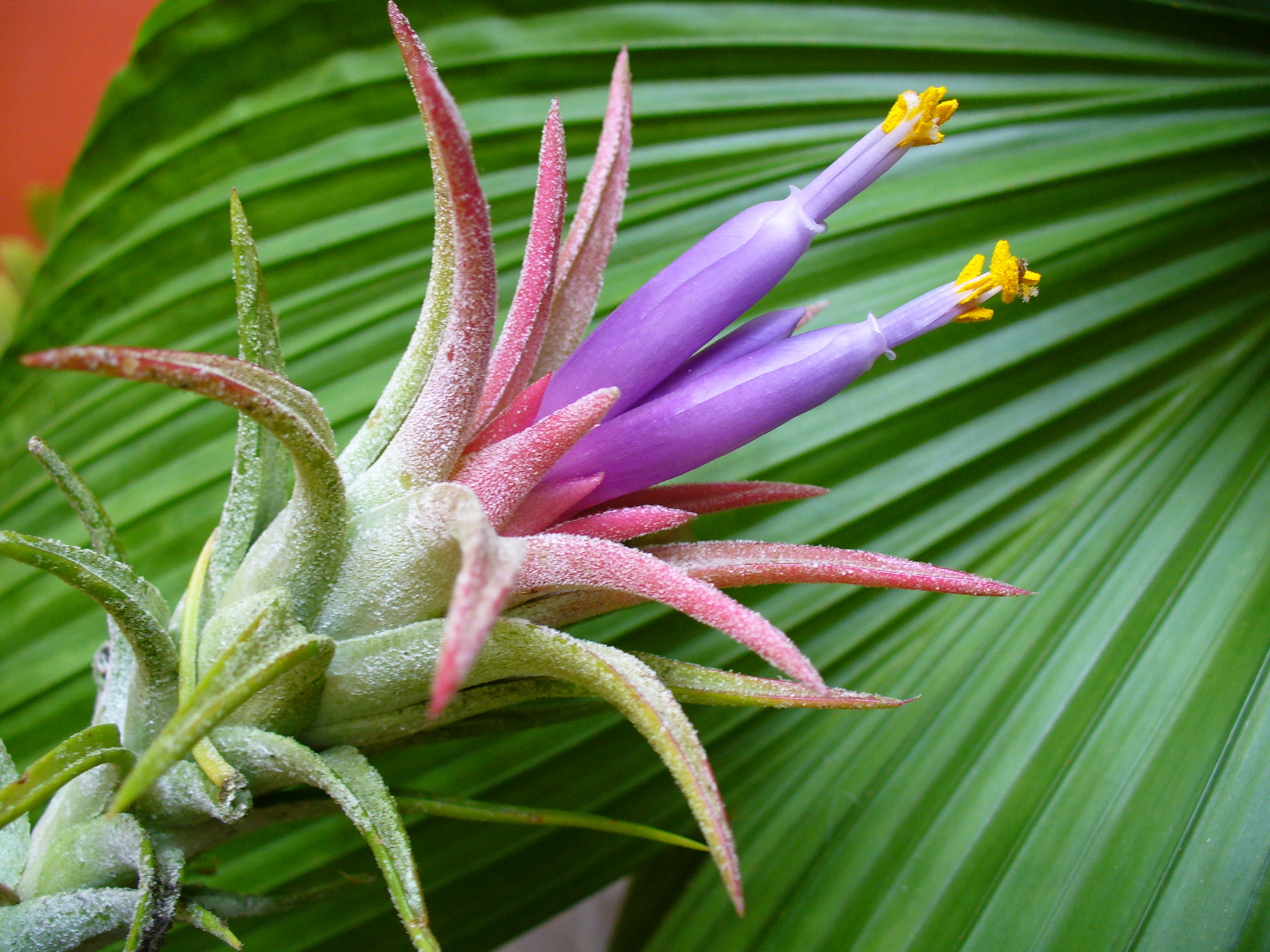
Flor

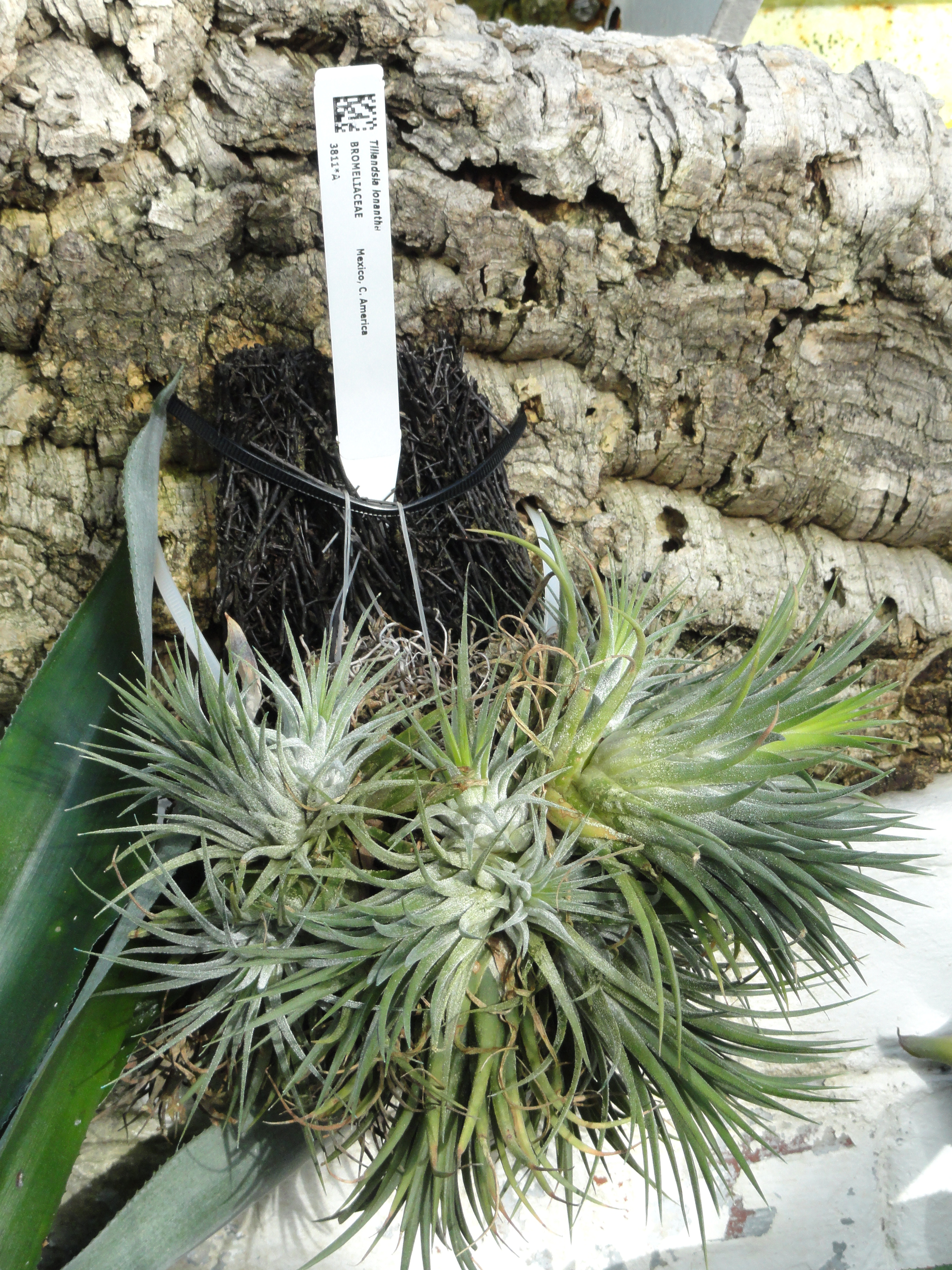
Vista de la planta

## Descripción
Son plantas acaulescentes o a veces cortamente caulescentes, con un tamaño de 6–8 cm de alto. Las hojas de 4–9 cm de largo; con vainas 0.6–1 cm de ancho, indumento cinéreo-lepidoto densamente patente; láminas angostamente triangulares, 0.3–0.4 cm de ancho, indumento lepidoto denso. Escapo mucho más corto que las hojas, brácteas foliáceas; inflorescencia compuesta (de apariencia simple debido a las reducción de las espigas a 1 flor), con 1–3 flores, brácteas primarias foliáceas, mucho más largas que las espigas, brácteas florales ca 3 cm de largo, más largas que los sépalos y cubriéndolos en la antesis, ecarinadas, inconspicuamente nervadas, glabras, membranáceas, flores sésiles; sépalos ca 2 cm de largo, libres, los 2 posteriores carinados, el anterior ecarinado; pétalos morados. Cápsulas 2.5–4.5 cm de largo.

## Cultivares
- Tillandsia 'Aleta'[2]
- Tillandsia 'Apretado'[2]
- Tillandsia 'Aristocrat'[2]
- Tillandsia 'Boreen'[2]
- Tillandsia 'Califano'[2]
- Tillandsia 'Chiquininga'[2]
- Tillandsia 'Cone Head'[2]
- Tillandsia 'Corinne'[2]
- Tillandsia 'Curra'[2]
- Tillandsia 'Dagun'[2]
- Tillandsia 'Dawn'[2]
- Tillandsia 'Druid'[2]
- Tillandsia 'Frolic'[2]
- Tillandsia 'Fuego'[2]
- Tillandsia 'Glenorchy'[2]
- Tillandsia 'Hand Grenade'[2]
- Tillandsia 'Haselnuss'[2]
- Tillandsia 'Hidden Charm'[2]
- Tillandsia 'Hilda Arriza'[2]
- Tillandsia 'Huamelula'[2]
- Tillandsia 'Humbug'[2]
- Tillandsia 'Jack Staub'[2]
- Tillandsia 'Jalapa Fortin'[2]
- Tillandsia 'Joel'[2]
- Tillandsia 'Key Lime Sundae'[2]
- Tillandsia 'Kinkin'[2]
- Tillandsia 'Luke'[2]
- Tillandsia 'Maidens Blush'[2]
- Tillandsia 'Miz Ellen'[2]
- Tillandsia 'Mudlo'[2]
- Tillandsia 'Noosa'[2]
- Tillandsia 'Peach'[2]
- Tillandsia 'Peewee'[2]
- Tillandsia 'Penito'[2]
- Tillandsia 'Pine Cone'[2]
- Tillandsia 'Pink Champagne'[2]
- Tillandsia 'PJ's Prize'[2]
- Tillandsia 'Pomona'[2]
- Tillandsia 'Renate'[2]
- Tillandsia 'Richard Oeser'[2]
- Tillandsia 'Rosita'[2]
- Tillandsia 'Rubra'[2]
- Tillandsia 'Scion'[2]
- Tillandsia 'Silver Surprise'[2]
- Tillandsia 'Silver Trinket'[2]
- Tillandsia 'Small Mexican'[2]
- Tillandsia 'Sweet Chocolate'[2]
- Tillandsia 'Sybil Frasier'[2]
- Tillandsia 'Tall Velvet'[2]
- Tillandsia 'Tina Parr'[2]
- Tillandsia 'Tinca Fire'[2]
- Tillandsia 'Tisn't'[2]
- Tillandsia 'Victoria'[2]
- Tillandsia 'Zebrina'[2]

## Taxonomía
Tillandsia ionantha fue descrita por Jules Emile Planchon y publicado en Flore des Serres et des Jardins de l'Europe 10: 101, t. 1006. 1854-1855[1855].
Etimología
Tillandsia: nombre genérico que fue nombrado por Carlos Linneo en 1738 en honor al médico y botánico finlandés Dr. Elias Tillandz (originalmente Tillander) (1640-1693).
ionantha: epíteto latíno que significa "con flores violetas"
Variedad aceptada
- Tillandsia ionantha var. stricta Koide

Sinonimia
- Tillandsia ionantha f. fastigiata P.Koide
- Tillandsia ionantha var. maxima Ehlers
- Tillandsia ionantha var. scaposa L.B.Smith
- Tillandsia ionantha var. stricta P.Koide
- Tillandsia ionantha var. van-hyningii M.B.Foster
- Tillandsia ionantha var. zebrina B.T.Foster
- Tillandsia rubentifolia Poisson & Menet
- Tillandsia scopus Hook. f.[4]